# Chempark Leverkusen

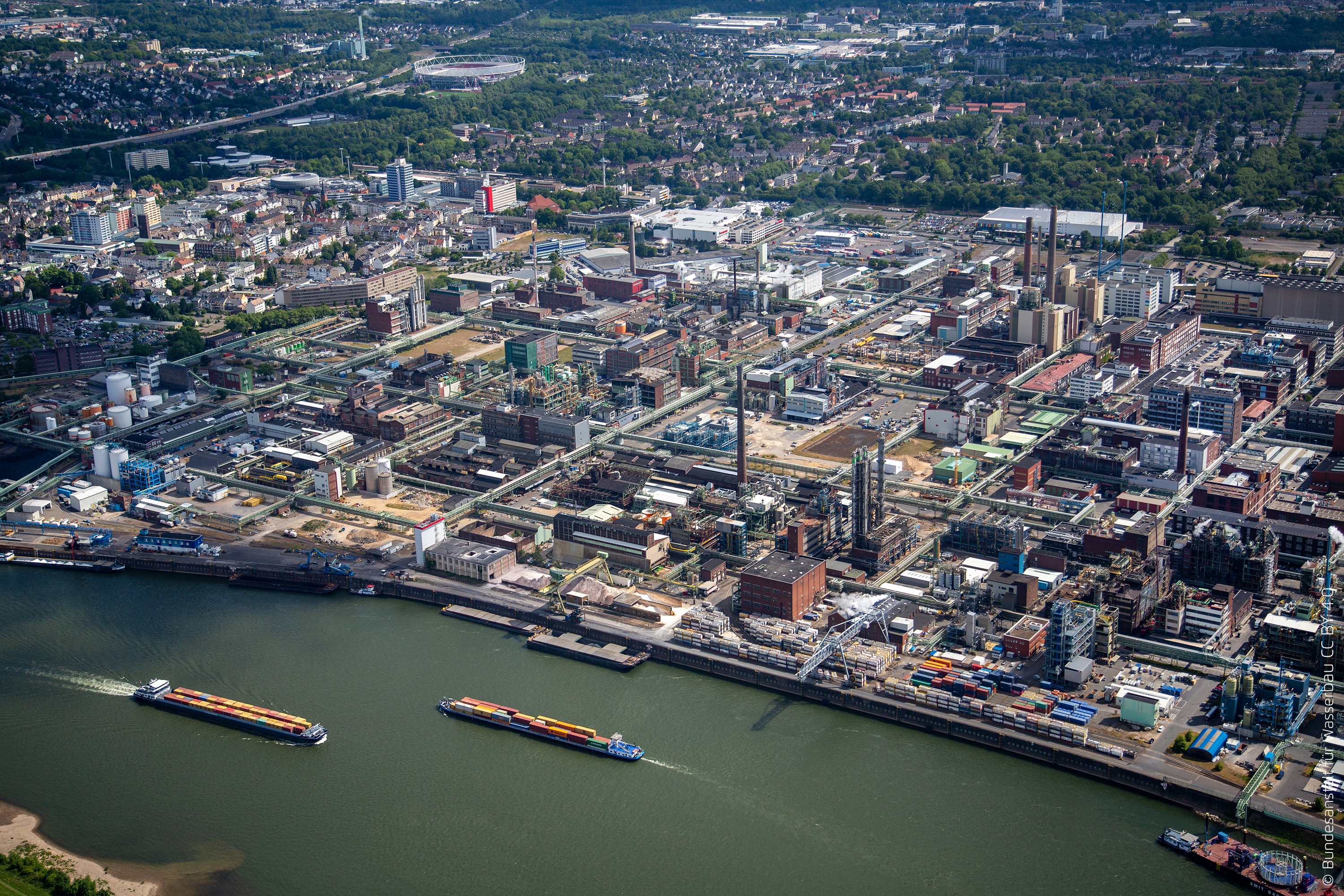
Chempark Leverkusen, 2020

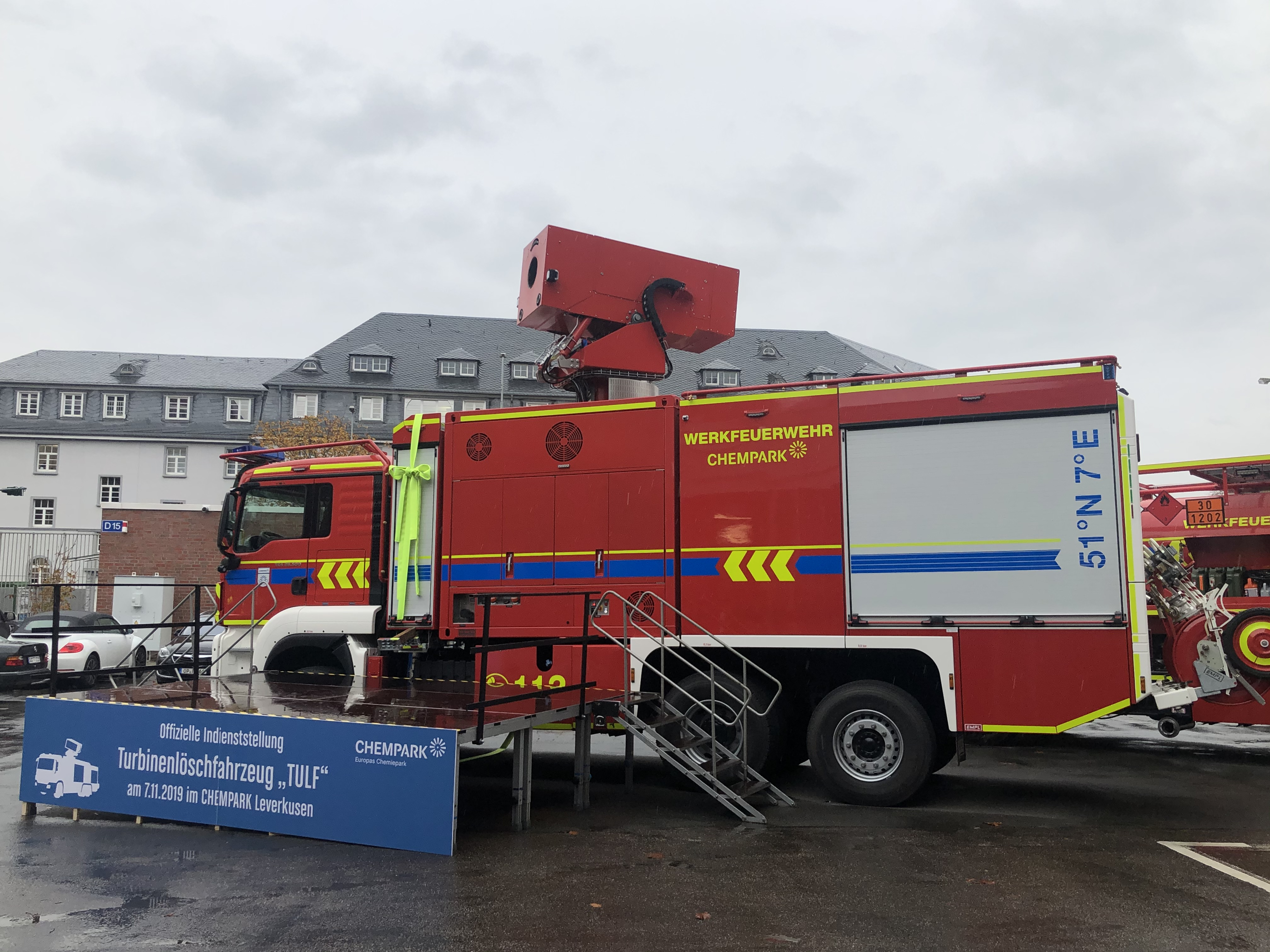
Turbinenlöschfahrzeug (TULF) des Chempark Leverkusen

Der Chempark Leverkusen (ehemals Bayerwerk Leverkusen) ist einer von drei Standorten des Standortverbunds Chempark, dessen Betreibergesellschaft Currenta ist. Er liegt südlich der Innenstadt von Leverkusen.
Die Fläche des Standorts beträgt 480 ha. Hier sind 200 Betriebe ansässig, u. a. von AkzoNobel Chemicals GmbH, Aliseca GmbH, Bayer AG, Covestro Deutschland AG, Bertschi AG, Blankophor GmbH & Co. KG, Chemion Logistik GmbH, Currenta GmbH & Co. OHG, Evonik Industries AG, Heraeus Epurio GmbH, InfraServ GmbH & Co. Knapsack KG, Levaco Chemicals GmbH, Momentive Performance Materials, Saltigo GmbH, Spraytec GmbH, Tectrion GmbH, TÜV SÜD Chemie Service GmbH. Die Zahl der Mitarbeiter im Chemiepark beträgt 28.100. Agfa-Gevaert war hier ansässig; ein Großteil der Agfa-Gebäude wurde abgerissen.

## Geschichte
Die Gründung des Bayerwerks im heutigen Leverkusen geht auf die Wahl dieses Standorts 1863/64 von Carl Leverkus (1804–1889) für sein Werk für Ultramarin zurück, der er 1875 eine Fabrik für Alizarin angliederte. Nach ihm wurde die spätere Stadt benannt. Bayer übernahm die Fabriken 1891. Heute ist das Gebiet ein Industriepark.
Die Kaiser-Wilhelm-Allee im Gebiet ist eine öffentlich zugängliche Privatstraße mit durch die Stadtverwaltung Leverkusen vergebenen Hausnummern. In diesem Bereich befindet sich auch der zentrale Besucherempfang und der Carl-Duisberg-Park sowie der Japanische Garten, unweit des S-Bahn-Haltepunkts Leverkusen Chempark.
Einige Gebäude des Gebiets sind unter Denkmalschutz gestellt. Pförtner I steht seit 1992 unter Schutz. E 1, E 39, G 11, K 12, K 13, Q 26, Q 30 wurden am 5. Februar 2004 unter Schutz gestellt.
Der Chempark Leverkusen verfügt über eine eigene Werkfeuerwehr mit hauptamtlichen Kräften.
Nördlich des Chemieparks, auf der anderen Seite des Autobahnkreuzes Leverkusen-West, befindet sich das Currenta-Entsorgungszentrum.